# Colt 9mm SMG
Colt 9mm SMG là loại súng tiểu liên sử dụng loại đạn 9x19mm Parabellum được sản xuất bởi hãng Colt và có thiết kế dựa trên súng trường M16.

## Thiết kế
Colt 9mm SMG là loại súng tiểu liên sử dụng cơ chế khóa nòng đóng, Blowback chứ không phải là trích khí trực tiếp như của M16. Vì là vũ khí khóa nòng đóng nên Colt SMG có độ chính xác cao hơn các loại súng có khóa nòng mở như khẩu Uzi của Israel.
Hầu hết các thiết kế của Colt SMG đều giống với M16, nó chỉ có vài thay đổi nhỏ. Colt 9mm SMG được trang bị nòng dài 10,5 inch và có thêm tay xách ở trên đầu kiểu M16, điểm ruồi A1 (với tùy chọn 50-100 mét). Các băng đạn được sửa đổi bằng cách sử dụng một bộ chuyển đổi đặc biệt để cho phép sử dụng các hộp tiếp đạn nhỏ hơn 9mm. Hộp tiếp đạn của Colt SMG là một bản sao của hộp tiếp đạn của tiểu liên Uzi, được sửa đổi để phù hợp với Colt và khóa nòng sẽ đóng lại sau lần bắn cuối cùng.

## Các phiên bản
Các phiên bản được sản xuất bởi Colt là RO635 có các chế độ: khóa an toàn/Bán tự động/Tự động hoàn toàn và RO639 có chế độ: khóa an toàn/Bán tự động/Loạt 3 viên. Cả hai đều được trang bị một nòng dài 10,5 inch. Phiên bản 633 là một phiên bản nhỏ gọn được sửa đổi với nòng 7 inch (180 mm).
Phiên bản mới nhất và phổ biến nhất là 635, còn được gọi đơn giản là SMG 9mm NATO.

## Các nước sử dụng

Quân đội Argentina được trang bị Colt 9mm SMG.

- Argentina: Được sử dụng bởi quân đội Argentina.[6]
- Bangladesh: Sử dụng bởi SSF và SWAT.[7]
- Ấn Độ: Được sử dụng bởi đơn vị Octopus của cảnh sát Andhra Pradesh.[8]
- Israel: Được sử dụng bởi lực lượng đặc biệt IDF.[9]
- Malaysia: Được sử dụng bởi Pasukan Khas Udara (PASKAU) Lực lượng chống khủng bố của Không quân Hoàng gia Malaysia.[10]
- Trung Hoa Dân Quốc: Được sử dụng bởi Công ty Dịch vụ Đặc biệt Cảnh sát Quân đội Cộng hòa Trung Quốc.
- Hoa Kỳ: Trang bị cho Thủy quân lục chiến Hoa Kỳ. Cũng được sử dụng bởi Lực lượng Chống Ma túy (DEA), Cảnh sát Tư pháp Hoa Kỳ, Sở Cảnh sát thành phố Los Angeles và một số cơ quan khác.